# Hradiště Na Farkách
Hradiště Na Farkách (též Nad Pohořím nebo Na Větráku) bylo opevněné pravěké sídliště nad pravým břehem Vltavy v Praze-Troji. Lokalita byla osídlena v eneolitu, závěru starší doby bronzové, kdy na ní snad existovalo i hradiště, a poté v pozdní době halštatské. Ačkoliv byla lokalita těžce poškozena při budování bohnického sídliště, jsou její pozůstatky chráněny jako kulturní památka.

## Historie
Nejstarší doložené osídlení lokality, známé též pod názvy Nad Pohořím nebo Na Větráku, je doloženo v období eneolitu (badenská kultura) a první opevnění vzniklo v závěru starší doby bronzové v období věteřovské kultury. Nové opevněné sídlo na ostrožně vzniklo v pozdní době halštatské (bylanská kultura). Bylo využíváno jen krátce a předpokládá se, že sloužilo tehdejší elitní vrstvě obyvatel. Neopevněné osídlení místa přetrvalo až do období laténské kultury.
Popisy hradiště pochází z první poloviny dvacátého století. Eduard Štorch na sídlišti zaznamenal dvě linie opevnění, ale v následujících desetiletích byl povrch narušován zemědělskou činností. Od šedesátých let na místě probíhal archeologický výzkum vedený Miloslavem Slabinou (1966–1967) a později v letech 1968–1974 Marií Fridrichovou. Další poškozování lokality je spojené s výstavbou bohnického sídliště.

## Stavební podoba
Sídliště se nacházelo na ostrožně, jejíž strmý západní svah převyšuje dno údolí Vltavy až o devedesát metrů. V době bronzové bylo opevnění tvořeno příkopem a hradbou z nasucho kladených kamenů. Opevněný areál v pozdní době halštatské zaujímal plochu asi jeden hektar a obsahoval obytné, hospodářské i výrobní objekty. Sídliště bylo opevněné s výjimkou strmé západní strany palisádou, z níž se dochoval archeologickým výzkumem odkrytý základový žlab široký až 1,25 metru a až 0,7 metru hluboký. Na východní straně byla palisáda zdvojená a základové žlaby vedly 4,5 až pět metrů od sebe. Třetí obloukovitě vedená palisáda chránila přechod ostrožny do okolního terénu.